# Jorge Guagua
Jorge Daniel Guagua Tamayo  (Esmeraldas, Ecuador, 28 de septiembre de 1981) es un exfutbolista ecuatoriano. Jugaba de defensa central y su último equipo fue el 9 de Octubre FC de la Serie B de Ecuador.

## Trayectoria

### Inicios
Su primer club fue la Asociación Deportiva Naval, y de ahí pasó a El Nacional de Quito. 

### Nacional
Con el club capitalino fue campeón en el Apertura del 2005 y el año 2006. Fue seleccionado en la Copa Mundial Sub-20 2001.
En el Mundial del 2006, junto a Giovanny Espinoza formaron una buena dupla integrando la defensa de la zaga ecuatoriana. El defensor del El Nacional cumplió de buena manera, A pesar del resultado frente a Alemania, ninguno de los tantos germanos involucraron al jugador de manera directa y su presentación fue en general regular. Sin embargo la titularidad en ese puesto siguió en manos de Iván Hurtado, quien por una tarjeta amarilla debió ver el partido desde la banca para no arriesgar su participación en octavos.

### Colón de Santa Fe
Después del Mundial se fue a jugar al Colón de Santa Fe. 

### Emelec
En el 2007 jugó la segunda mitad del año en Emelec de Guayaquil

### Barcelona S.C
En el 2008 pasó al Barcelona SC de la misma ciudad.

### Nacional
En 2009 pasó a ser jugador de El Nacional.

### Liga de Quito
En el año 2010 se incorporó al club LDU ante la salida de Jairo Campos al Atlético Mineiro.

### Atlante
Para la temporada 2012, es contratado por el Atlante de México.

### Deportivo Quito
Para el 2013 sería contratado por el Deportivo Quito.

### Emelec
En el 2014 es contratado para jugar con el Emelec. Obteniendo tres campeonatos nacionales (2014, 2015 y 2017), subiendo así a seis títulos en su cuenta personal.

## Selección nacional

### Categorías inferiores
Fue seleccionado juvenil en el Mundial Sub-20 del 2001 en Argentina.

#### Participaciones en Copas del Mundo Juveniles
| Mundial                     | Sede      | Resultado        | PJ | GA | Asis |
| --------------------------- | --------- | ---------------- | -- | -- | ---- |
| Copa Mundial Sub-20 de 2001 | Argentina | Octavos de final | 4  | 1  | 0    |

### Selección absoluta
Ha sido internacional con la Selección de Ecuador en 30 ocasiones. Su debut fue el 2 de junio de 2001 en un partido eliminatorio para el Mundial 2002, en el triunfo en Lima ante la Selección peruana.
El 13 de mayo de 2014 el técnico de la Selección Ecuatoriana, Reinaldo Rueda, incluyó a Guagua en la lista preliminar de 30 jugadores que representarán a Ecuador en la Copa Mundial de 2014. Fue confirmado en la nómina definitiva de 23 jugadores el 2 de junio.
Participó en la Eliminatorias al Mundial Corea-Japón 2002, así como en la Alemania 2006 e igualmente en la Brasil 2014. Formó parte de la Selección que disputó la Copa América 2007.

#### Participaciones enCopas del Mundo
| Mundial                  | Sede                     | Resultado                | PJ | GA | Asis |
| ------------------------ | ------------------------ | ------------------------ | -- | -- | ---- |
| Mundial de Alemania 2006 | Alemania                 | Octavos de final         | 3  | 0  | 0    |
| Mundial de Brasil 2014   | Brasil                   | Fase de grupos           | 3  | 0  | 0    |
| Total en Copas del Mundo | Total en Copas del Mundo | Total en Copas del Mundo | 6  | 0  | 0    |

#### Participaciones enEliminatorias al Mundial
| Eliminatoria                                | Sede del Mundial       | Posición               | Resultado   | PJ | GA | Asis |
| ------------------------------------------- | ---------------------- | ---------------------- | ----------- | -- | -- | ---- |
| Eliminatorias Mundial de Corea y Japón 2002 | Corea del Sur y Japón  | 2°lugar 31pts          | Clasificado | 2  | 0  | 0    |
| Eliminatorias Mundial de Alemania 2006      | Alemania               | 3°lugar 28pts          | Clasificado | 1  | 0  | 0    |
| Eliminatorias Mundial de Sudáfrica 2010     | Sudáfrica              | 6°lugar 23pts          | Eliminado   | 5  | 0  | 0    |
| Eliminatorias Mundial de Brasil 2014        | Brasil                 | 4°lugar 25pts          | Clasificado | 7  | 0  | 0    |
| Eliminatorias Mundial de Rusia 2018         | Rusia                  | 8°lugar 20pts          | Eliminado   | 1  | 0  | 0    |
| Total en Eliminatorias                      | Total en Eliminatorias | Total en Eliminatorias | 3/5         | 16 | 0  | 0    |

#### Participaciones enCopas América
| Torneo                 | Sede                   | Resultado              | PJ | GA | Asis |
| ---------------------- | ---------------------- | ---------------------- | -- | -- | ---- |
| Copa América 2001      | Colombia               | Fase de grupos         | 0  | 0  | 0    |
| Copa América 2004      | Perú                   | Fase de grupos         | 0  | 0  | 0    |
| Copa América 2007      | Venezuela              | Fase de grupos         | 1  | 0  | 0    |
| Total en Copas América | Total en Copas América | Total en Copas América | 1  | 0  | 0    |

## Clubes
| Club                       | País      | Año         |
| -------------------------- | --------- | ----------- |
| Asociación Deportiva Naval | Ecuador   | 1998 - 1999 |
| El Nacional                | Ecuador   | 2000 - 2006 |
| Colón de Santa Fe          | Argentina | 2006 - 2007 |
| Emelec                     | Ecuador   | 2007        |
| Barcelona SC               | Ecuador   | 2008        |
| El Nacional                | Ecuador   | 2009        |
| Liga de Quito              | Ecuador   | 2010 - 2011 |
| Atlante                    | México    | 2012        |
| Deportivo Quito            | Ecuador   | 2013        |
| Emelec                     | Ecuador   | 2014 - 2018 |
| Guayaquil City             | Ecuador   | 2019        |
| 9 de Octubre FC            | Ecuador   | 2019        |

## Palmarés

### Campeonatos nacionales
| Título                 | Club          | País    | Año  |
| ---------------------- | ------------- | ------- | ---- |
| Torneo Clausura        | El Nacional   | Ecuador | 2005 |
| Campeonato Ecuatoriano | El Nacional   | Ecuador | 2006 |
| Campeonato Ecuatoriano | Liga de Quito | Ecuador | 2010 |
| Campeonato Ecuatoriano | Emelec        | Ecuador | 2014 |
| Campeonato Ecuatoriano | Emelec        | Ecuador | 2015 |
| Campeonato Ecuatoriano | Emelec        | Ecuador | 2017 |

### Copas internacionales
| Título              | Club          | Sede    | Año  |
| ------------------- | ------------- | ------- | ---- |
| Recopa Sudamericana | Liga de Quito | Quilmes | 2010 |

### Distinciones individuales
| Distinción                               | Club   | País    | Año  |
| ---------------------------------------- | ------ | ------- | ---- |
| Mejor Defensa Serie A de Ecuador         | Emelec | Ecuador | 2014 |
| 11 Ideal del Campeonato Ecuatoriano 2014 | Emelec | Ecuador | 2014 |
| 11 Ideal del Campeonato Ecuatoriano 2015 | Emelec | Ecuador | 2015 |